# Atlasbeer
De atlasbeer (Ursus arctos crowtheri) is een uitgestorven ondersoort van de bruine beer, die soms wordt geclassificeerd als een aparte soort.

## Leefgebied en beschrijving
De atlasbeer was de enige Afrikaanse beer die overleefde tot in de moderne tijd. Hij leefde vroeger in en rond het Atlasgebergte, van Marokko tot in Libië. Nu denken wetenschappers dat de beer uitgestorven is. De atlasbeer was bruinachtig tot zwart, met een witte vlek op de snuit. De vacht op de buik was roodachtig tot oranje. De haren in de vacht waren ongeveer tien tot twaalf centimeter lang. De snuit en de klauwen waren kleiner dan die van de Amerikaanse zwarte beer, maar het lichaam was dikker. De beren voedden zich met wortels, eikels en noten.

## Het uitsterven
Duizenden atlasberen werden gejaagd voor de sport, venatiospelen of executie van misdadigers (ad bestias) door de Romeinen. Het laatst bekende exemplaar werd in 1890 door jagers gedood in het Rifgebergte, in het noorden van Marokko, alhoewel er meldingen waren tot 1930. Sommigen denken dat deze soort wel nog in leven is.